# María Elena Duvauchelle
María Elena Duvauchelle Concha (Concepción, Biobío, 30 de agosto de 1942) es una actriz chilena.
Ha obtenido múltiples reconocimientos a lo largo de su vida, entre ellos el Premio Municipal de Teatro en Venezuela en 1977 y la Medalla Sello de Excelencia por Consejo Nacional de la Cultura y las Artes de Chile en 2014.

## Biografía
María Elena se crio en una familia de artistas y desde temprana edad sintió una afición especial por el teatro. Su padre Humberto Duvauchelle, un hombre de negocios, un actor frustrado, y su madre, Amandina Concha era una “excelente pianista”. De ella, María Elena heredó el gusto por la música, el que profundizó con sus estudios de piano desde que tenía ocho años. Al cumplir los 12, y en plena adolescencia, se olvidó de ese instrumento y orientó todos sus talentos hacia las tablas. Es la menor de cinco hermanos (Humberto, Hugo, Héctor y Renato), de los cuales cuatro siguieron la carrera de teatro. Realizó sus estudios secundarios en el Colegio de Monjas Alemanas de la Inmaculada Concepción.
El teatro era una especie de “epidemia horrorosa” que contagió a toda la familia Duvauchelle. Esto no cayó muy bien a sus padres, quienes advirtieron a sus hijos de lo insegura que era esa carrera. Pero a poco andar, y al ver los logros de estos sobre el escenario, no pudieron resistirse a aceptar la idea. Los tres hermanos Duvauchelle (Héctor, Humberto y Hugo) empezaron su carrera en Concepción entre 1953 y 1954. Formaron el Teatro Universitario de Concepción, que fue muy importante en región, al cual se incorporaron figuras como Pedro de la Barra y Delfina Guzmán.
En 1955 la familia Duvauchelle se trasladó a Santiago, impulsados por el deseo de sus hijos de ingresar a la Escuela de Teatro de la Universidad de Chile. En ese entonces María Elena tenía sólo siete años. Ésta empezó su carrera hacia finales del 1966 en la compañía de Silvia Piñeiro, realizando su debut en La encantadora familia Bliss de Noël Coward, junto a Piñeiro, Emilio Gaete, Eliana Vidal, Julio Jung y Anita Klesky. Posteriormente, se desempeñó actuando en Teatro Ictus un año después, donde permaneció durante seis años.
María Elena se casó con el actor Julio Jung en 1966, con quien estuvo unida durante 25 años.
En 1966 hizo su primera película y dos años después, su primera incursión en televisión en los teatros históricos de Canal 13, cuando la estación televisiva se encontraba en Alameda. María Elena disfrutaba los programas que hacía, a pesar de las críticas de sus colegas, como Nissim Sharim y Delfina Guzmán, quienes le reclamaban “que cómo era posible que hiciera esos teleteatros”. El trabajo en televisión lo hacía por gusto y no por una necesidad, como se hace actualmente, porque en aquella época todavía se podía vivir del teatro. Se hacían funciones de martes a martes y los fines de semana dos funciones al día. El gusto a la televisión el año 70 cuando el Ictus hizo un programa llamado La manivela, que transmitía Televisión Nacional de Chile, y el que se convirtió rápidamente en un éxito de locura.
En 1967 actuó en Introducción al elefante y otras zoologías (1967), de Jorge Díaz. Entre 1967 y 1972 participó en la compañía de teatro Ictus.
En 1974 partió a Venezuela a reemplazar a Orietta Escámez, en una gira por Centroamérica que realizaba la compañía de Los Cuatro, donde presentaron obras como “Boeing Boeing”, “Operación Shakespeare” y “Un domingo en Nueva York”, entre muchas otras. En ese país vivió durante diez años, acompañada de Julio Jung, quien, en ese entonces, era su marido.
El largo tiempo que permaneció en Venezuela no fue por gusto, sino que por un decreto de la dictadura militar que prohibió el regreso de los hermanos Duvauchelle y de Julio Jung a Chile, por considerarlos peligrosos para la seguridad del estado. A los seis meses se levantó la prohibición menos para Héctor, quien era militante del Partido Comunista, por lo que los hermanos Duvauchelle decidieron quedarse para acompañarlo. Al poco tiempo se fueron introduciendo en el medio artístico de ese país.
Los diez años de permanencia en Venezuela fueron de mucha alegría para María Elena. Nació su hijo Julio (1978), realizó una gran variedad de obras conocidas, trabajó en televisión, y obtuvo el premio municipal a la primera actriz extranjera de teatro. “Fueron años muy hermosos, de aprendizaje, de reflexión y que han tenido muy buen resultado en la vida”. En ese lugar estrenó “Ardiente paciencia” con Jung. Sin embargo, la repentina muerte de su hermano Héctor Duvauchelle en 1983, quien fue asesinado por un portugués en un restaurante de Caracas, provocó el rápido regreso a Chile de Humberto y María Elena.
En Venezuela, en tanto, hizo dos teleseries, y de sus largos años en la estación católica, recuerda con orgullo el trabajo realizado en La última cruz y Fuera de control.
Actualmente, la actriz reparte su tiempo entre las tablas y la corporación Arteduca, de la cual es la presidenta hace dos años. Se trata de una organización sin fines de lucro que pone el arte al servicio de la educación, metodología que se aplica en colegios de escasos recursos.
Si bien ha hecho producciones en forma independiente en sus 37 años de trayectoria, María Elena Duvauchelle se define como una actriz de grupo y gran parte de su experiencia se la debe a su trabajo con el Ictus.
En 2019, el directorio del Teatro Sidarte rebautizó la sala n°1 con el nombre de la actriz “Sala 1 María Elena Duvauchelle”, en conmemoración al día nacional del teatro chileno.

## Filmografía
| Año  | Título                          | Papel           | Director             |
| ---- | ------------------------------- | --------------- | -------------------- |
| 1967 | Largo viaje                     | Hilda           | Patricio Kaulen      |
| 1985 | El sexto A                      | Sonia           | Claudio Di Girólamo  |
| 1985 | Cortázar, Capital Rayuela       |                 | Percy Matas          |
| 1990 | Amelia Lopes O'Neill            | Elvira          | Valeria Sarmiento    |
| 1990 | Dos mujeres en la ciudad        | Elena Contreras | Claudio Di Girólamo  |
| 2011 | Dios me libre                   | Irma Santibáñez | Martín Duplaquet     |
| 2012 | No                              | Ella misma      | Pablo Larraín        |
| 2014 | El incontrolable mundo del azar | Margot Schuller | Fernando Lasalvia    |
| 2017 | Johnny 100 pesos                | Madre de Johnny | Gustavo Graef Marino |
| 2018 | La salamandra                   |                 | Sebastián Araya      |

## Televisión
| Año  | Título                      | Papel               | Notas                      |
| ---- | --------------------------- | ------------------- | -------------------------- |
| 1985 | Prisionero de la medianoche | Úrsula Barahona     | Protagonista; 38 episodios |
| 1987 | La última cruz              | Marina              |                            |
| 1990 | Acércate más                | Mercedes Costabal   |                            |
| 1992 | Fácil de amar               | Irene               |                            |
| 1994 | Champaña                    | Adelia Martínez     |                            |
| 1995 | El amor está de moda        | Soraya              |                            |
| 1997 | Eclipse de luna             | Rosaura             |                            |
| 1999 | Fuera de control            | Ninfa Esparza       |                            |
| 1999 | Cerro Alegre                | Isabel León         | ¿? episodios               |
| 2000 | Corazón Pirata              | Marietta Mora       |                            |
| 2003 | Machos                      | Bernarda Bravo      |                            |
| 2004 | Hippie                      | Madre Elba          |                            |
| 2005 | Brujas                      | Raquel Morales      | 25 episodios               |
| 2007 | Lola                        | Estrella Valladares |                            |
| 2009 | Los exitosos Pells          | Julia Santander     | 3 episodios                |
| 2010 | Feroz                       | Marta Soto          | 15 episodios               |
| 2011 | Peleles                     | Hilda Cáceres       |                            |
| 2013 | Graduados                   | Hannah Talla        |                            |
| 2014 | El amor lo manejo yo        | Rosa Prado          |                            |
| 2015 | Matriarcas                  | Trinidad Carreño    |                            |
| 2016 | Te doy la vida              | Margarita Martínez  | 4 episodios                |
| 2017 | Dime quién fue              | Teresa Lillo        | ¿? episodios               |
| 2018 | La reina de Franklin        | Violeta Palacios    |                            |
| 2019 | Yo soy Lorenzo              | Hortensia Arancibia |                            |
| 2020 | Edificio corona             | Telele Fernández    |                            |
| 2021 | Verdades ocultas            | Olga Céspedes       |                            |
| 2022 | Hasta encontrarte           | Elsa Román          | 18 episodios               |
| 2022 | La ley de Baltazar          | Catalina Fernández  | 15 episodios               |
| 2023 | Hijos del desierto          | Madre Encarnación   | 6 episodios                |
| 2023 | Generación 98               | Josefina Amenábar   |                            |
| 2023 | Juego de ilusiones          | Ángela Cifuentes    | 34 episodios               |
| 2025 | Los Casablanca              | Genoveva Del Real   |                            |

| Año  | Título                                         | Papel             | Notas                               |
| ---- | ---------------------------------------------- | ----------------- | ----------------------------------- |
| 2010 | Diario de mi residencia en Chile: María Graham | Isabel Riquelme   |                                     |
| 2013 | Ecos del desierto                              | Raquel Guralnik   | 4 episodios                         |
| 2013 | Los 80                                         | Graciela González | Episodio: ¿?                        |
| 2016 | Once comida                                    | Edith             |                                     |
| 2016 | Lo que callamos las mujeres                    | Irene             | Episodio: El inesperado reencuentro |
| 2017 | 12 días que estremecieron Chile                | Presidenta Senado | Episodio: Ley Emilia                |
| 2018 | Santiago paranormal                            | Rebeca            | Episodio: El amarre                 |
| 2020 | Historias de cuarentena                        | María Teresa      |                                     |
| 2023 | La vida de nosotras                            | Olga Bahamondes   | Episodio: Nicole                    |

#### Programas
- La manivela (TVN, Canal 13, Canal 9, 1971-1973)

## Teatro
Ha participado en numerosas giras y Festivales Internacionales de Teatro en diversos países como Argentina, España, Venezuela, Colombia, Canadá, Alemania y Puerto Rico.

## Premios y reconocimientos
- Premio Juana Sujo (Venezuela, 1975) - (Orquesta de señoritas de Jean Anouilh)
- Premio Municipal de Teatro (Venezuela, 1977) - (La mano y la gallina de Fernando Josseau)
- Premio de la crítica (Chile, 1984) - (Regreso sin causa)
- Premio APES (Chile, 1985) - (El día que me quieras)
- Premio APES (Chile, 1986) - (Ardiente paciencia)
- Reconocimiento por el Círculos de críticos de Valparaíso (Chile, 1989) - (El contrabajo)
- Premio APES (Chile, 1991) - (La muerte y la doncella)
- Premio APES (Chile, 2012) - Trayectoria por las artes escénicas.
- Medalla Sello de Excelencia por Consejo Nacional de la Cultura y las Artes de Chile (2014)
- Medalla a la Trayectoria por los 75 años del Teatro Experimental de la Universidad de Chile, 2016.
- Medalla Persona Pública Distinguida por la Municipalidad de Providencia en 2017.[9]
- 2022: Elegida entre los 100 Líderes Mayores por la Fundación Conecta Mayor, El Mercurio y la PUC.